# Thymops birsteini
Thymops birsteini is een kreeftensoort uit de familie van de Nephropidae. De wetenschappelijke naam van de soort is voor het eerst geldig gepubliceerd in 1972 door Zarenkov & Semenov.